# 영귀비 파림씨
영귀비 파림씨 (穎貴妃 巴林氏, 1731년 ~ 1800년 3월 14일)는 몽골양홍기 제1참령 제11좌령의 기인. 도통 겸 이등경차도위 나친의 딸이자, 건륭제의 귀비이다.

## 어린 시절
옹정 9년 1월 29일에 태어났다. 파림씨는 몽골양홍기 기인으로, 재외팔기사람으로 수녀선발로 뽑혔지만, 기록이 남아있지 않아, 파림씨의 입궁년도와 입궁시 무엇으로 봉해졌는지 알수가 없다. 건륭 13년 1월, 파림씨는 나상재로, 같은해 4월 12일에 나귀인으로 진봉되었다.
건륭 16년 (1751년) 1월, 나귀인을 빈으로 진봉하고, 6월 8일 묘시에 파림씨를 영빈으로, 육씨를 경빈으로 책봉하였다.
건륭 24년 (1759년) 영빈을 영비로 봉하고, 12월 18일 묘시에 영비 책봉례를 행했다. 책봉례가 열리기 전인 11월 21일, 건륭제는 영비에게 산호조주 한 접시를 하사했다. 12월 초, 건륭제는 귀비,비빈 등으로 책보를 받아 영비에게 약간의 은을 상으로 주었다.
건륭 29년 (1764년) 3월 22일, 영비의 궁녀중 한명에게 무상재로 봉했다.
건륭 32년 (1767년) 8월 29일, 화석화가공주가 병을 앓고 있다는 것을 알렸고, 9월 1일, 열하에 있던 건륭제가 취지를 내려와 유경에 머물던 왕대신에게 장가활불(章嘉活佛)과 베이징에 남아있던 영비 등에게 공주를 문병하라 지시했고, 9월 6일, 저수궁 황귀비, 경인궁 영비 등이 공주부를 찾았다. 9월 7일, 화가공주의 병세가 급변하자, 황귀비는 영비, 완빈, 화정공주, 화각공주, 그리고 수강궁에서 기거하던 황자 복진들을 데리고 공주부로 달려가 공주의 마지막 모습을 보았고, 9월 10일, 황귀비는 영비 등을 데리고 화가공주의 문상을 갔다.

## 말년 생애
건륭 59년 6월 1일, 영비와 고륜화효공주가 원정자에 도착했다. 2일에 막 열하로 출발하였으나, 큰 비가 내려 다리가 부서지고, 다시 원정으로 돌아왔다. 건륭제는 영비의 병세와 화효공주의 부스럼 증세가 막 호전되었지만, 여정이 너무 멀어 동요와 수고를 피할 수 없어 며칠 늦게 도착해도 안된다고 생각했다. 또한 풍신에게 편지를 보내 물이 빠지자 다리를 바짝 붙이고 길을 떠났다. 그 해 6월 3일 《영린비문서》에 "상녕전지는 영비, 10공주, 풍신 은덕유병 한 상자에 각 격격 진계 96개"라고 기록되어 있다.
건륭제의 선위를 앞두고, 영귀비는 경인궁에서 영수궁으로 옮겨 살았다. 가경 3년 (1798년) 4월 15일 태상황 건륭의 칙지 : 영비는 비에 자리에 오른지 오래 되었고, 칠순의 나이로 은덕을 받아 귀비로 봉하라는 칙지를 내렸다. 10월에는 영귀비와 방비를 책봉하여 영수궁, 저수궁에 보(寶),책인(印)을 올렸다. 가경 5년 (1800년), 영귀태비로 진봉하여 완귀태비와 함께 수강궁에서 살았다.
가경 5년 (1800년), 영귀태비의 칠순때, 가경제의 동복형제인 영린(효의순황후의 아들, 영귀태비가 키우던 아이)이 수레를 보내자, 자식이 없던 영귀태비는 기뻐했고, 이를 안 가경제는 동생을 불러 훈계하고, 자신의 요구에 응하지 않고 제멋대로 하였다고 비난했다. 이로 인해, 영귀태비의 고희연은 따분하고 지루해졌다. 그로부터 얼마 안가 영귀태비는 19일, 70세의 나이로 사망하였다.
가경 6년 2월 13일, 영귀태비의 금관은 유릉비원침에 묻혔다.

## 가족
영귀비 가문은 할하지방에 살았는데, 원래는 몽골양홍기 제1참령 제10좌령이었으나, 강희 10년 몽골 양홍기 제1참령 제11좌령으로 예속되었으며, 처음에는 영귀비의 증조부인 바야르의 형 외랑야투가 좌령(佐領, 원래는 무근원공중과령(無根公中佐領, 건륭 43년 추증)으로 양홍기의 좌령을 세습하였다.
|        | 이름   | 내용 |
| ------ | ------ | --- |
| 선조   | 승액   | 원습승도위, 숭덕 6년 명나라 정벌 시기, 금주에서 독분투하여 전사. 3등 경차도위 직을 세습하게 되었다.                                                                                          |
| 증조부 | 바야르 | 1등 경차도위 겸 일운기위. 야투가 혁파되자 좌령을 지냄. 오삼계의 반란을 진압하였다. 강희 29년 징외루테가르단, 울란부퉁 지방에서 적을 몰다 전사. 3등 남세직(아들 부도통이 대신 승계)를 주었다. |
| 부     | 나친   | 원래 도통겸 2등 경차도위 좌령, 몽골정백기 부도통, 태녕진 총병관 등을 지냄 건륭 32년에 병사하여 죽기 전에 병세가 심해졌다는 이유로 건륭제가 상을 내려, 윤7월에 각근이라는 시호를 받았다.      |
| 형제   | 색승액 | 좌령 |

## 영귀비가 나온 영상매체
| 년도 | 제목     | 배우   | 극중 이름 | 극중 호칭 |
| ---- | -------- | ------ | --------- | --------- |
| 2018 | 연희공략 | 류로   | 파림씨    | 영귀인    |
| 2018 | 여의전   | 장가녕 | 파림 미약 | 영비      |
| 2018 | 천명     | 노완인 | 파림씨    | 영귀태비  |

## 같이 보기
- 입팔분공